# Algérie thuộc Pháp
Algérie thuộc Pháp (tiếng Pháp: Alger tới 1839, sau đó Algérie sau đó; không chính thức Algérie française còn được gọi là Thuộc địa Algérie, bắt đầu vào năm 1830 với sự xâm lược Algérie và kéo dài cho đến khi 1962, dưới một loạt các hệ thống chính phủ. Từ năm 1848 cho đến khi giành được độc lập, toàn bộ khu vực Địa Trung Hải của Algiérie đã được quản lý như một phần không thể thiếu của Pháp.
Một trong những lãnh thổ hải ngoại lâu đời nhất của Pháp, Algérie đã trở thành điểm đến của hàng trăm ngàn người nhập cư châu Âu được gọi là dấu hai chấm và sau đó, với tư cách là những người không có đạo đức. Tuy nhiên, dân số Hồi giáo bản địa vẫn là một phần lớn dân số của lãnh thổ trong suốt lịch sử của nó. Dần dần, sự bất mãn trong dân chúng Hồi giáo với tình trạng thiếu chính trị và kinh tế đã thúc đẩy các cuộc gọi đòi quyền tự trị chính trị lớn hơn, và cuối cùng là độc lập khỏi Pháp. Căng thẳng giữa hai nhóm dân cư đã lên đến đỉnh điểm vào năm 1954, khi những sự kiện bạo lực đầu tiên bắt đầu sau đó được gọi là Chiến tranh giành độc lập Algérie. Chiến tranh kết thúc vào năm 1962, khi Algérie giành được độc lập sau hiệp định Évian tháng 3 năm 1962 và cuộc trưng cầu dân ý tự quyết tháng 7 năm 1962.